# Hast Behest-palota
A Hast Behest-palota (nevének jelentése: „Nyolc Mennyország”, perzsa nyelven: هشت‌ بهشت) az iráni palotaépítészet remeke. 1669-ben, a Szafavidák korában épült az iszfaháni palotakörzetben, a Bág-e Bolbolban („Csalogánykkert”). Szulajmán sah (1666–1694) emeltette a kétszintes, harminc méter oldalhosszúságú épületet, aminek fekvése a környező  épületekkel ellentétben nem a Majdánnal, hanem a mellette húzódó Csahár Bág („Négy kert”) sugárúttal párhuzamos.
Az épület közepén medence található, amely felett laternás sztalaktitboltozatot alakítottak ki. Maga az alaprajz már a Timuridák korából, Herátból és Tabrizból is ismert, sőt már a Mogul Birodalom néhány síremlékénél is megtalálható (például a Tádzs Mahalnál). A nyolc részre osztott belső tér alaprajzából származik a neve is: „hasti”=nyolc. Az építész célja a teljes áttekinthetőség volt, a kertből a palotába, a palotából a kert minél nagyobb részére lehet kilátni. A vízrendszert (szökőkutak, csobogók) hidraulika működteti. A külső borításon fennmaradt díszítőelemek madaras állatábrázolásról tanúskodnak, de az időközben múzeumokba került hétszínű csempedíszítéseken emberalakok figyelhetők meg.
A belső tereket a 19. században átalakították, a kádzsár Fath-Ali perzsa sah (1797–1834) saját, illetve fiai képét ábrázoló csempékkel díszíttette a falakat.
1839–1841 között Pascal Coste és Eugéne Flandin építészek egy francia expedíció tagjaként felkeresték Iszfahánt, rendkívül részletes rajzaikat, leírásaikat 1867-ben Párizsban jelentették meg. Az európai kultúra ebből ismerte meg a perzsa palotákat és kertépítészetet először teljes részletességében.

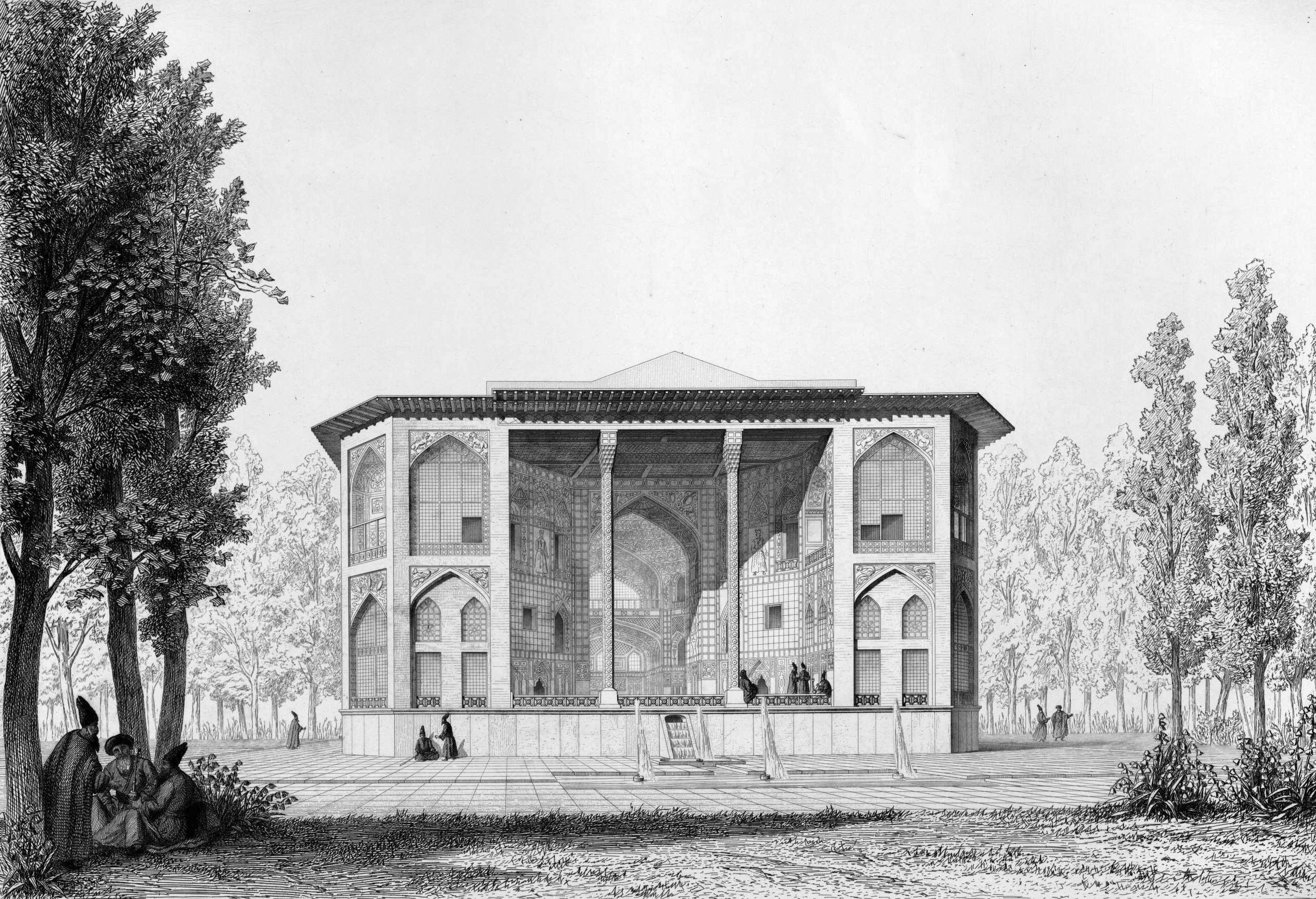
Pascal Coste rajza (1840)
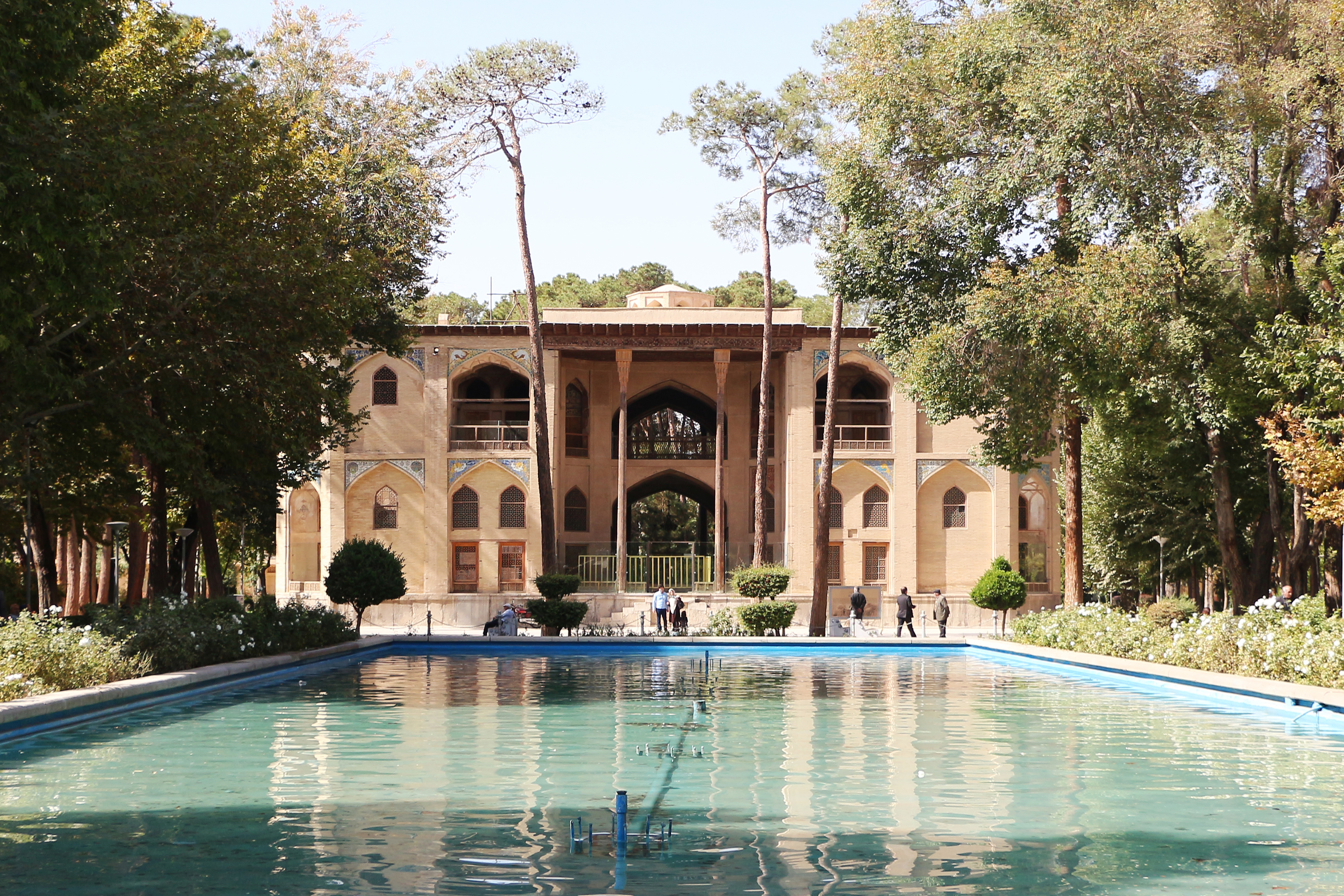
Külső nézet
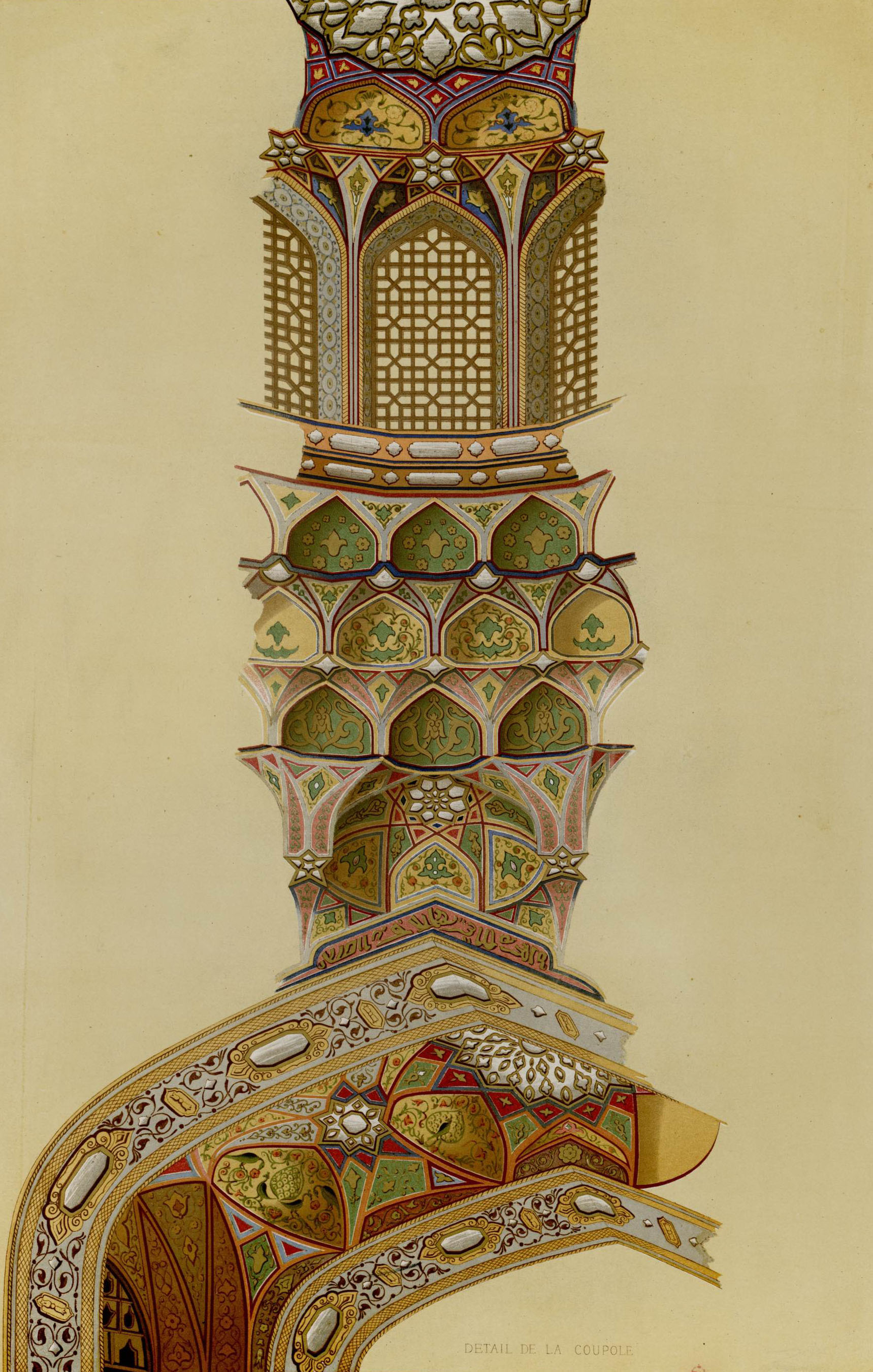
Pascal Coste rajza (1840)
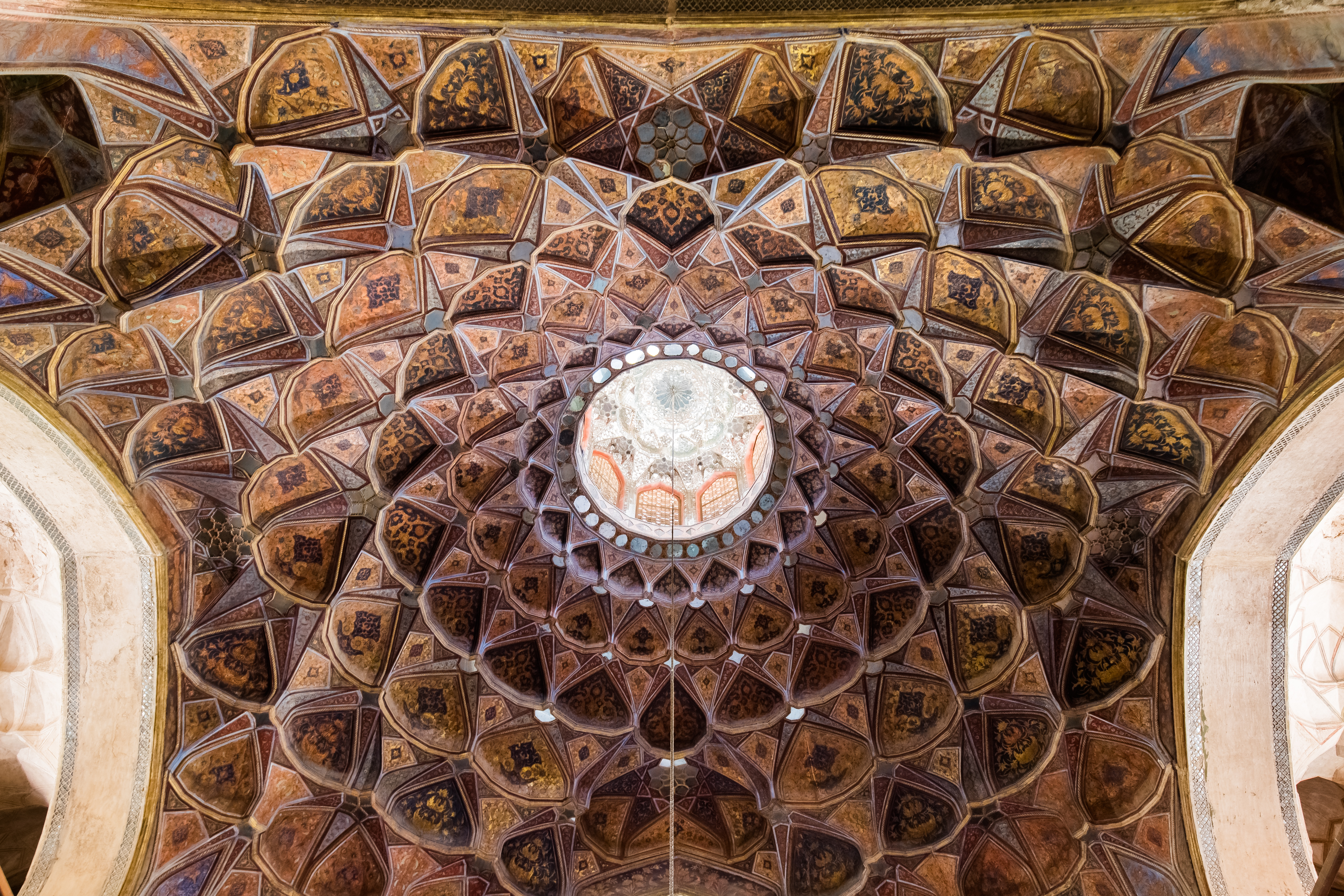
Sztalaktitboltozat
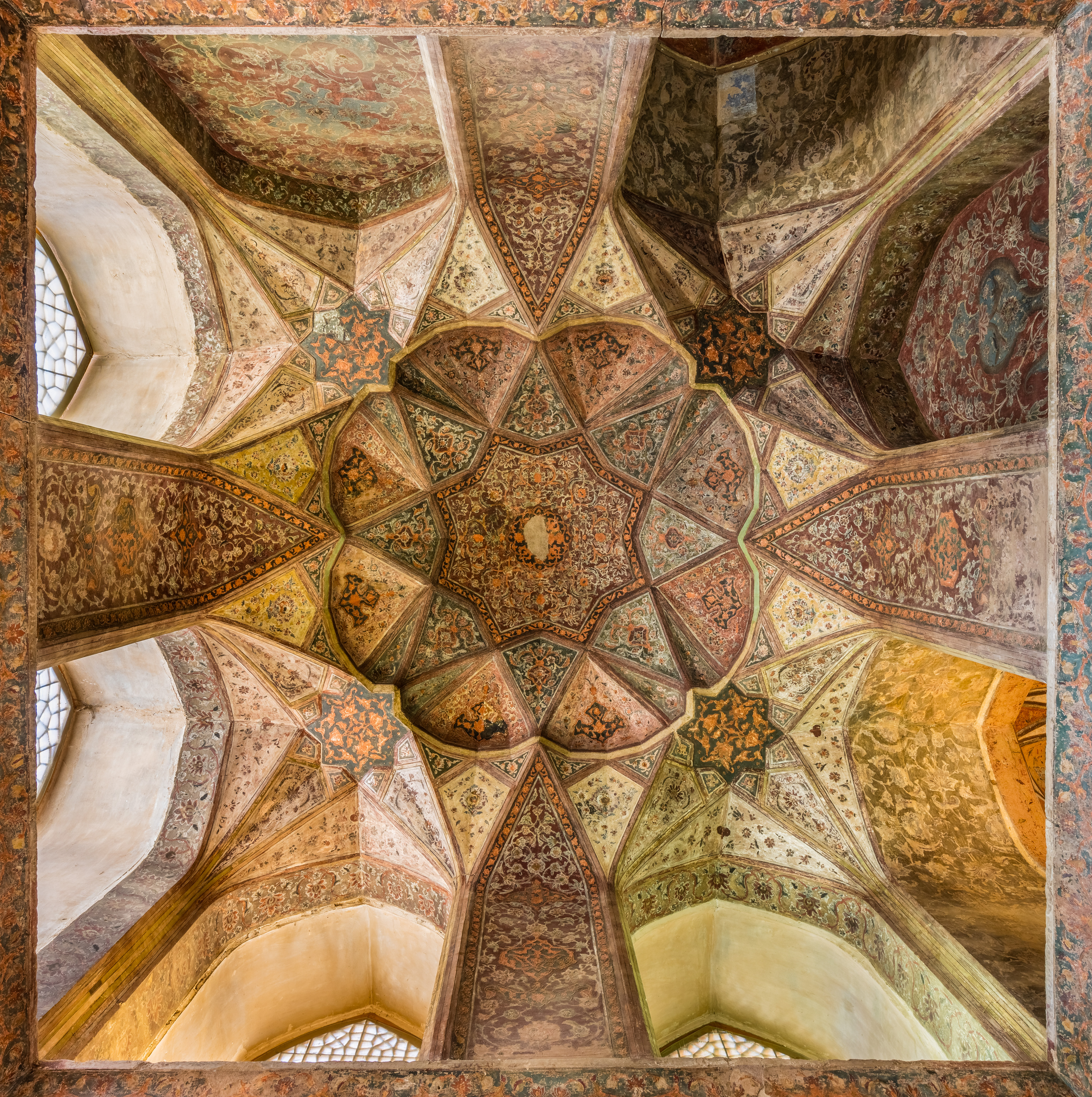
Sztalaktitboltozat
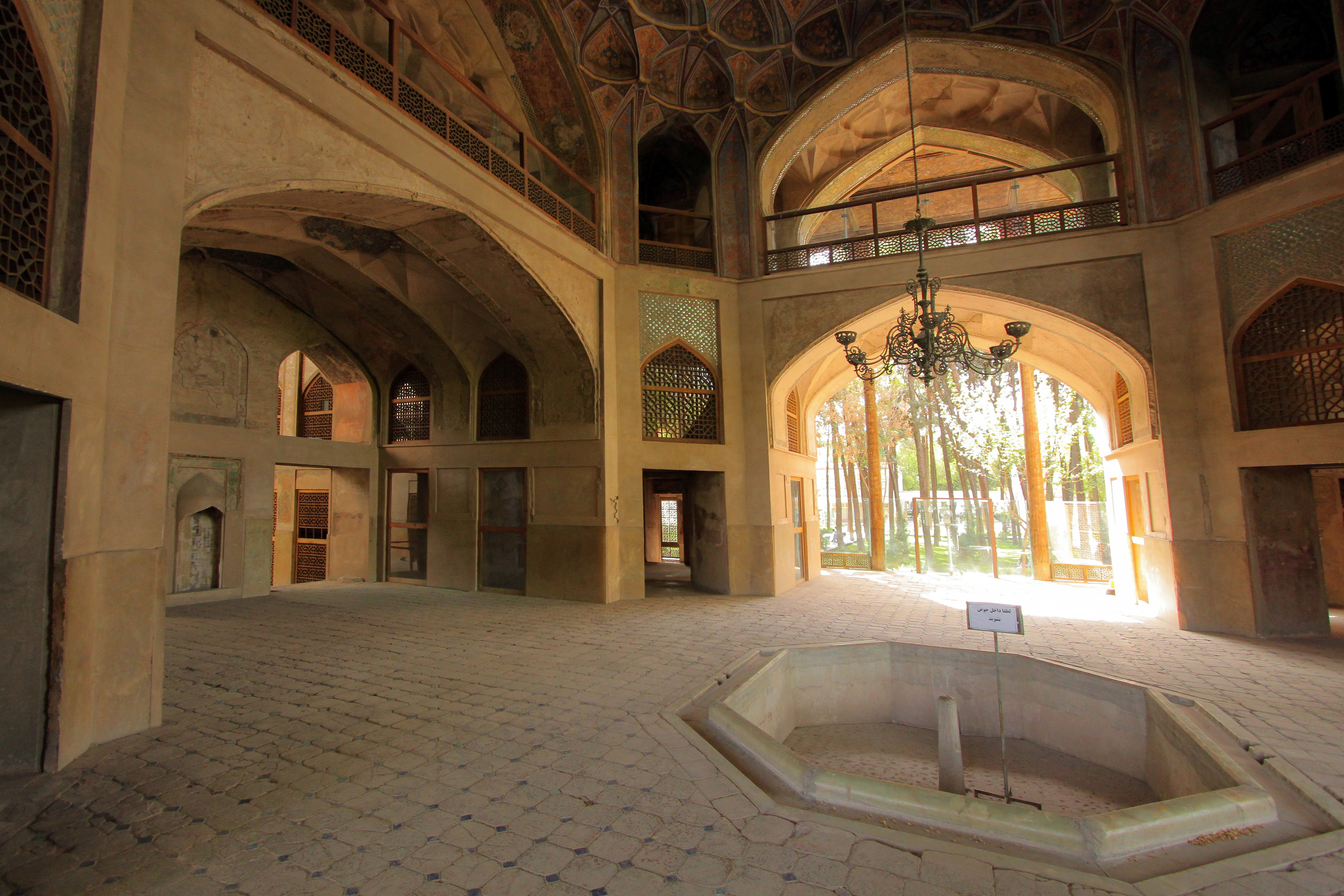
Belső tér a medencével